# Korozja miejscowa
Korozja miejscowa - zniszczenie obejmuje tylko pewne miejsca powierzchni przedmiotu metalowego zaznaczone w postaci plam, punktów i wżerów. Ten rodzaj zniszczenia, zwłaszcza w postaci wżerów, które mogą osiągnąć znaczną głębokość jest bardzo niebezpieczny dla materiału. Wpływa silnie na zmniejszenie własności wytrzymałościowych zarówno materiału, jak i konstrukcji.